# Ортенберг, Давид Иосифович
Дави́д Ио́сифович Ортенберг (29 ноября 1904, Чуднов, Житомирский уезд, Волынская губерния — 26 сентября 1998) — советский писатель, редактор, журналист и генерал-майор (с 20.12.1942).

## Биография
Родился 16 (29 ноября) 1904 года в Чуднове (ныне Житомирская область, Украина). Окончил 7 классов. Участник Гражданской войны с 1920 по 1921 г. Член ВЛКСМ с 1920 и РКП(б) с 1921 года.
После гражданской войны направлен в Изюмский округ на комсомольскую работу инструктором окружкома ЛКСМУ. Он организовывал ячейки в ряде сел, мобилизовывал бедноту на борьбу с кулаками. Руководил первой на Украине передвижной школой политграмоты, преподавал «Азбуку коммунизма». Впервые приобщился к журналистике, написав заметку в газету «Червона зоря», где был первым редактором, а также председателем первого бюро рабселькоров. Будучи рабселькором, он посылал заметки и корреспонденции в республиканские газеты, печатался в «Правде». В 1925 году стал редактором Изюмской окружной газеты «Заря». С декабря 1930 по 1931 работал ответственным редактором Алчевской районной газеты «Бильшовицький шлях».
В начале 1930-х годов работал в Днепродзержинске редактором городской газеты «Дзержинец», познакомился с Л. И. Брежневым.
Во второй половине 1930-х был собственным корреспондентом газеты «Правда» по Украине, а с 1938 являлся заместителем ответственного редактора газеты «Красная звезда».
В РККА с 1938 года по мобилизации ЦК ВКП(б). Участвовал в конфликте на Халхин-Голе в 1939, в советско-финской войне с 1939 по 1940 год.
С июля 1941 по сентябрь 1943 года — главный редактор газеты «Красная звезда» под псевдонимом «Вадимов». На этом посту принимал активное участие в создании в ноябре 1941 года и в январе 1942 года публикаций о «28 панфиловцах», официальная версия подвига которых была изучена Главной военной прокуратурой СССР и признана художественным вымыслом.
Из материалов допроса корреспондента Коротеева (проясняющие происхождение числа 28):

По приезде в Москву я доложил редактору газеты «Красная звезда» Ортенбергу обстановку, рассказал о бое роты с танками противника. Ортенберг меня спросил, сколько же людей было в роте. Я ему ответил, что состав роты, видимо, был неполный, примерно человек 30—40; я сказал также, что из этих людей двое оказались предателями… Я не знал, что готовилась передовая на эту тему, но Ортенберг меня ещё раз вызывал и спрашивал, сколько людей было в роте. Я ему ответил, что примерно 30 человек. Таким образом, и появилось количество сражавшихся 28 человек, так как из 30 двое оказались предателями. Ортенберг говорил, что о двух предателях писать нельзя, и, видимо, посоветовавшись с кем-то, решил в передовой написать только об одном предателе.

Вывод расследования прокуратуры:

Таким образом, материалами расследования установлено, что подвиг 28 гвардейцев-панфиловцев, освещённый в печати, является вымыслом корреспондента Коротеева, редактора «Красной звезды» Ортенберга и в особенности литературного секретаря газеты Кривицкого.

В июле 1943 года Давид Ортенберг смог добиться лично у Иосифа Сталина разрешения на публикацию в газете «Красная звезда» очерка репрессированного писателя-фронтовика, командира взвода 131-й стрелковой дивизии, младшего лейтенанта Александра Авдеенко «Искупление кровью», об одном из офицеров-«штрафников» 28-го отдельного штрафного батальона 42-й армии Ленинградского фронта Соловьёве Борисе Александровиче, награждённом 5 июня 1943 года Орденом Красной Звезды. Хотя в очерке и не упоминались слова «штрафная часть», «штрафник», подобные заметки, об «искуплении кровью» в штрафных подразделениях, в советской печати были запрещены. Однако же военный цензор не смог воспрепятствовать публикации, так как редактор газеты Давид Ортенберг через А. Поскрёбышева умудрился получить разрешение на печать очерка лично у самого Иосифа Сталина. Очерк «Искупление кровью» был напечатан 17 июля 1943 года
С 1944 года — начальник политотдела 38-й армии.
В 1946—1950 годах — начальник Политуправления Московского округа ПВО. Уволен в отставку 29 июля 1950 года.
В 1948 году окончил ВПШ при ЦК КПСС. Член СП СССР с 1978 года. Автор ряда книг о войне. Был составителем сборника «Во имя Родины» издательства «Политиздат», куда включил «Непоколебимое мужество» Василия Гроссмана, очерк «Кровью сердца» Фёдора Самохина, «Кровь, пролитая недаром» Арвида Григулиса и др.
Д. И. Ортенберг скончался 26 сентября 1998 года. Похоронен в Москве на Кунцевском кладбище.

## Награды
- два ордена Красного Знамени[9]
- орден Богдана Хмельницкого II степени[10]
- три ордена Отечественной войны I степени[11][12][13]
- орден Красной Звезды (1940)
- орден «Знак Почёта»,
- Военный крест (Чехословакия),
- орден Полярной Звезды (Монголия)
- медаль «За оборону Сталинграда»
- медаль «За оборону Москвы»[14]
- медаль «За победу над Германией в 1941—1945 гг.»

## Произведения

### Проза
- Огненные рубежи: Повесть. — М., 1973.
- Время не властно. — М., 1975.
- Это останется навсегда. — М., 1981.
- Фронтовые поездки. — М., 1983.
- [militera.lib.ru/memo/russian/ortenberg_di1/index.html Июнь-декабрь сорок первого]. — М., 1984.
- Маршал Москаленко. — Киев, 1984. — (Люди и подвиги)
- Год 1942. Рассказ-хроника. — М., 1988. — ISBN 5-250-00051-7 (читать здесь)
- Сорок третий: Рассказ-хроника. — М., 1991. — ISBN 5-250-01172-1 (читать здесь)
- Сталин, Щербаков, Мехлис и другие. — М., 1995. — 206, [2] с. — ISBN 5-85024-012-8.